# Again (Janet Jackson)
Again è un brano della cantante statunitense Janet Jackson, estratto nel 1993 come terzo singolo dal suo quinto album janet..

## Descrizione
La canzone fu inserita nella colonna sonora del film Poetic Justice del 1993 e venne candidata al Premio Oscar nel 1994 come "Miglior canzone originale", ma non vinse. 
Per Janet fu il settimo singolo a conquistare la posizione numero uno nella classifica di Billboard ed entrò nei primi dieci posti di quella del Regno Unito . Again è stata eseguita in tutte le tournée successive della cantante.

## Video musicale
Nel video, diretto dall'allora marito della cantante, René Elizondo Jr., la ragazza interpretata dalla Jackson scrive in un diario pensando a un amore passato e ormai perduto. L'attore che impersona il vecchio compagno è Gary Dourdan.

## Classifiche
| Posizione | 15 | 9 | 4 | 3 | 2 | 2 | 2 | 1 | 1 | 2 | 2 | 4 | 4 | 4 | 5 | 8 | 17 | 27 | 29 | 33 | 33 | 37 | 44 |

| Classifica (1993/94)           | Posizione |
| ------------------------------ | --------- |
| Billboard (USA)                | 1         |
| Rhythm and blues/hip hop (USA) | 7         |
| Contemporaneo adulto (USA)     | 4         |
| Giappone                       | 1         |
| Australia                      | 19        |
| Nuova Zelanda                  | 13        |
| Regno Unito                    | 6         |
| Irlanda                        | 12        |
| Paesi Bassi                    | 20        |
| Belgio                         | 31        |
| Finlandia                      | 20        |
| Francia                        | 59        |
| Svizzera                       | 20        |
| Svezia                         | 5         |
| Germania                       | 29        |